# Calzada Larga
Calzada Larga está ubicado en la provincia de Panamá en el noreste del país, a 20 km al norte de Panamá, la capital. A 111 metros sobre el nivel del mar se encuentra en Calzada Larga y cuenta con 1.427 habitantes.